# ドムビュール
ドムビュール (ドイツ語: Dombühl) は、ドイツ連邦共和国バイエルン州ミッテルフランケンのアンスバッハ郡に属す市場町で、シリングスフュルスト行政共同体を構成する自治体の一つである。

## 地理

### 位置
ドムビュールは、フランケンヘーエ自然公園内に位置する。

### 隣接市町村
北から時計回りに
- シリングスフュルスト
- ロイタースハウゼン
- アウラハ
- フォイヒトヴァンゲン
- ヴェルニッツ

### 自治体の構成
この町は、公式には8つの地区 (Ort) からなる。このうち小集落や孤立農場などを除く集落を以下に列記する。
- ボルテンベルク
- ドムビュール
- クロスター・ズルツ
- ツィーゲルハウス

## 歴史
ドムビュールは、1252年に初めて文献で言及されている。これに対して、ボルテンベルク集落についての最初の記載は、1000年5月1日の日付を持つ。アイヒシュテッテン司教領の一部として、世俗化により大部分がバイエルン選帝侯領となったが、1803年のプロイセン＝バイエルンの和平によりプロイセン王国の旧アンスバッハ侯領に編入され、さらに1806年2月のパリ条約に基づく領土交換によりバイエルン王国に戻された。バイエルン王国の行政改革の時代、1818年に現在の自治体が形成された。

## 経済と社会資本
ドムビュールは、ロマンティック・フランケン観光連盟に加盟している。

### 交通
ドムビュールは、アウトバーンA6号線（インターチェンジ49 フォイヒトヴァンゲン北）、A7号線（インターチェンジ109 ヴェルニッツ）の近くに位置し、鉄道ニュルンベルク - クライルスハイム線が走っている。
ドムビュールは、かつては、鉄道の乗換駅であった。1971年まではニュルンベルク - クライルスハイム線から、シュタイナハ・バイ・ローテンブルク - ドムビュール線が分岐していた。また、ノルトリンゲン - ドムビュール線は、現在、博物館の動体展示路線および貨物路線として利用されている。

## 引用
1. ↑  https://www.statistikdaten.bayern.de/genesis/online?operation=result&code=12411-003r&leerzeilen=false&language=de Genesis-Online-Datenbank des Bayerischen Landesamtes für Statistik Tabelle 12411-003r Fortschreibung des Bevölkerungsstandes: Gemeinden, Stichtag (Einwohnerzahlen auf Grundlage des Zensus 2011)
2. ↑  Bayerische Landesbibliothek Online